# Ital Skurk
Ital Skurk är ett reggaeband från Stockholm. 
De spelar roots reggae på svenska med influenser av jamaicanska vokal-trios. 
Bandet startades 2001 av Joel Uhr och debuterade med EP:n Knäckt och Spräckt i mars 2002. Knäckt en gång till låg på P3s spellista hela sommaren och följdes på hösten upp med en ny vinyl-EP, Först i mål.
Den 28 april 2004 släpptes Ital Skurks debutalbum Det är nåt fel nånstans. 
Mini-albumet Öppna dörren släpptes den 15 juni 2005 och 9 november samma år en julskiva vid namn Fira jul ifred. Därefter släpptes fjärde albumet vid namn "Låt solen skina" den 12 april 2006.
Det femte och senaste albumet är det självbetitlade "Ital Skurk" som utkom 2012.

## Medlemmar
- Robert McAllister – sång
- Peter Lindberg – sång, klaviatur
- Johan Thorgren – sång
- Joel Uhr – slagverk, sång
- Sôma Catomeris – gitarr
- Pierre Lindsjöö – basgitarr
- Huxflux Nettermalm – trummor
- Teodor Hellborg – bandeko

## Diskografi
Album
- 2004 – Det är nåt fel nånstans
- 2005 – Öppna dörren (mini-album)
- 2005 – Fira jul ifred
- 2006 – Låten solen skina
- 2012 – Ital Skurk [1]

EP
- 2002 – Knäckt och Spräckt
- 2002 – Först i mål

Singlar
- 2004 – "Du Spelar Med"
- 2005 – "Höghus.Låghus.Dårhus" / "Varning Varning"
- 2005 – "Jul Jul Strålande Jul"
- 2005 – "Hot Mot Dig" / "Drägligt Liv"
- 2006 – "Mycket Av Allt"